# Észtország közigazgatása
Észtország jelenlegi közigazgatási felosztásának alapjait 1994-ben hozták létre, amelyet a 2017-es közigazgatási reform módosított. Az ország 15 megyéből áll. A megyék élén a kormányzó áll, akit a központi kormányzat nevez ki, és aki a központi kormányzatot képviseli a helyi szinten. A megyék 79 helyi önkormányzatra (községre) oszlanak, amelyek közül 15 városi és 64 vidéki község. 

## Megyék

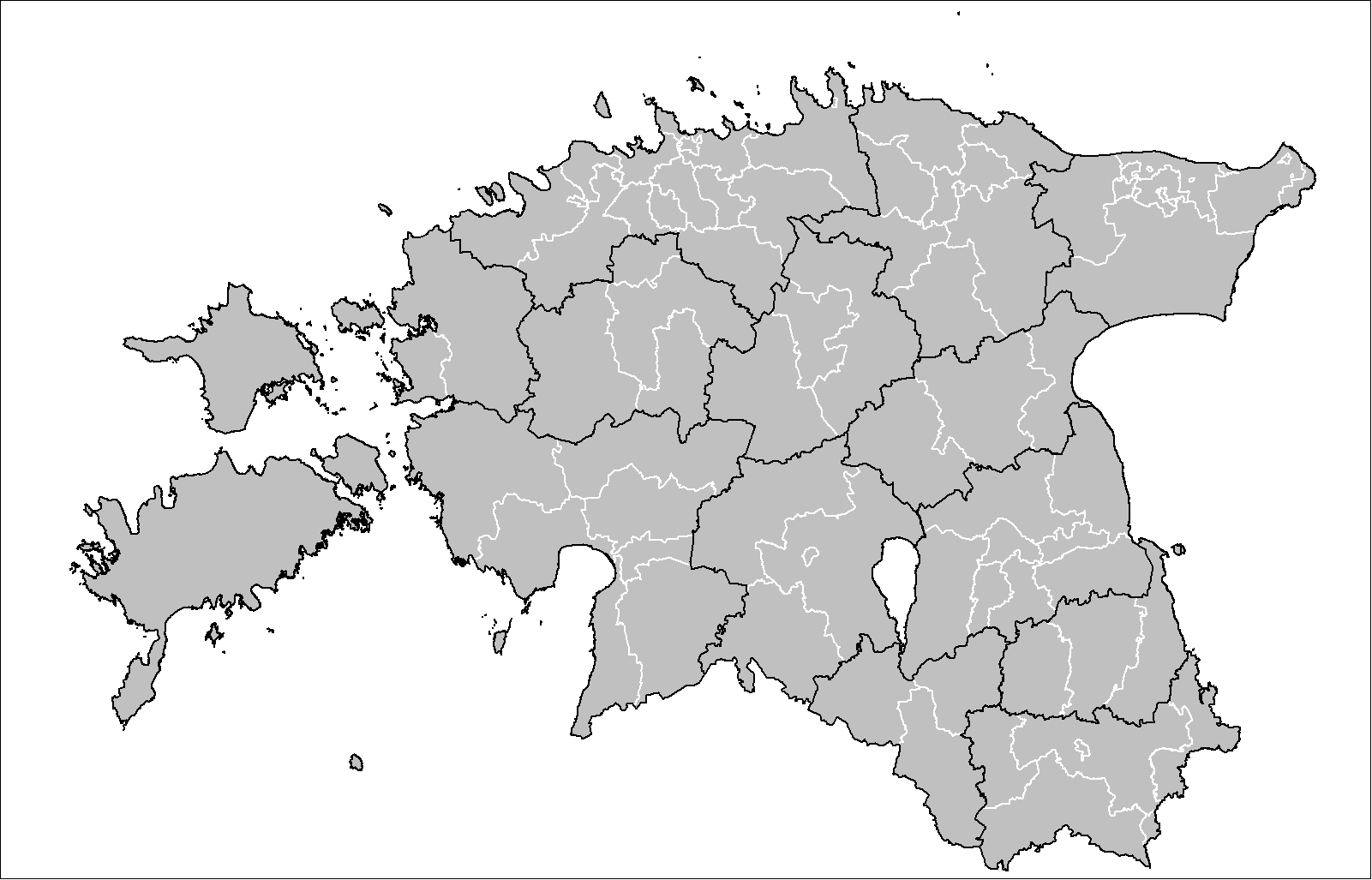
Észtország közigazgatási felosztása (megyék és községek)

Az ország 15 megyéből (maakond, tsz. maakonnad) áll. Feladatuk az állami fennhatóság gyakorlása a regionális szinten. Megyei szinten nincsen választott testület. A helyi önkormányzatok minden megyében önkormányzati szövetségbe tömörülhetnek.
A megyék élén a kormányzó (maavanem) áll, akit a kormány nevez ki öt évre a regionális ügyekért felelős miniszter javaslatára, a helyi önkormányzatokkal való konzultációt követően. Feladata a kormányzati politika megvalósítása a regionális szinten.
A megyei hivatal (maavalitsus) a kormányzó adminisztratív apparátusa. Ezen kívül számos minisztérium és más központi szerv rendelkezik megyei irodákkal, hogy segítse a végrehajtó feladatok ellátását.
A megyék feladatai a következő területekre terjednek ki:
- A megye igazgatása és irányítása[3]

## Helyi önkormányzatok
A 2017-es közigazgatási reformig a megyék 227, egyenlő jogi státusszal bíró helyi önkormányzatra tagolódtak. Ebből 33 városi (linn) és 194 vidéki község (vald) volt. A 2017-es közigazgatási reformmal jelentősen csökkentették az önkormányzatok számát, 15 városi önkormányzatot és 64 vidéki önkormányzatot hoztak létre.
Az önkormányzatokat a tanács (volikogu) irányítja, amelyet négy évre választanak általános, közvetlen választások során. Kinevezi és visszahívhatja a tanács elnökét és a polgármestert. A tanács létszáma az adott önkormányzat lakosságszámától függ. A tanács munkáját szakbizottságok segítik. A polgármester nem lehet egy személyben a tanács elnöke is.
A helyi hivatal (valitsus) az önkormányzat végrehajtó testülete. A polgármesterből és az általa jelölt, a tanács által jóváhagyott tagokból áll. Tagjai nem lehetnek egyben a tanács tagjai is.
A polgármestert (linnapea a városokban, vallavanemmeras a vidéki önkormányzatokban) a tanács választja négyéves időtartamra. Ő a helyi hivatal képviselője. A polgármester nem töltheti be egyidejűleg a tanács elnöki tisztségét. A polgármestert és a tanács elnökét a tanács bizalmatlansági szavazással elmozdíthatja hivatalából.
A helyi önkormányzatok feladatai a következő területekre terjednek ki:
- Önkormányzati költségvetés
- Óvodai, általános- és középiskolai oktatás
- Szociális ellátás
- Egészségügyi szolgáltatások
- Kultúra, szabadidő, sport
- Szociális lakások
- Várostervezés, idegenforgalom
- Közösségi közlekedés
- Közszolgáltatások (víz, csatorna, közvilágítás, távfűtés)
- Környezetvédelem
- Hulladékgyűjtés és -kezelés, közterületek tisztán tartása, temetők fenntartása
- Helyi adók[3]

A helyi önkormányzatok mérete erősen változó. A legnagyobb a főváros, Tallinn (397 617 fő), vele együtt 3 önkormányzat népessége haladja meg az 50 000 főt. Az önkormányzatok közül 150 lakossága 3000 fő alatti, 32 pedig 1000 fő alatti lakosságú. A legkisebb lakosságú Ruhnu 71 fővel. A helyi önkormányzatok átlagos lakosságszáma 5907 fő.
A helyi tanácsok és a központi kormányzat kezdeményezheti a közigazgatási beosztás megváltoztatását. Ennek következtében a helyi önkormányzatok száma 1996 és 2005 között 254-ről 227-re csökkent.

## Kerületek
A városok és vidéki önkormányzatok részleges önkormányzattal rendelkező kerületekre oszthatók (amennyiben így döntenek). A kerületek feladat- és hatáskörét az adott önkormányzat szabja meg.